# Abarema villifera
Abarema villifera és una espècie de llegum del gènere Abarema de la família Fabaceae. Es troba en boscos riberencs inundats periòdicament del Brasil, Veneçuela i Bolívia.